# 니오 ES7
니오 ES7(영어: Nio ES7)은 니오에서 2022년부터 생산 중인 5인승 중형 럭셔리 SUV이다.